# Spikkelplooiparasol
De spikkelplooiparasol (Leucocoprinus brebissonii) is een schimmel uit de familie Agaricaceae. Hij leeft saprotroof vooral in loofbossen op rijke zandgronden (zeer humusrijk of met grof strooisel bedekte bodem).

## Kenmerken
Hoed
De hoed heeft een diameter van 1 tot 5 cm. Bij jonge exemplaren is deze paraboolvormig, later wordt hij meer plat en uitgespreid. Meestal heeft de hoed een lage, platte umbo. De hoedrand heeft radiaire groeven en het oppervlak is droog. In het midden van de hoed bevindt zicht een donker grijsbruin tot zwartbruin schijfje met donkere spikkels. De hoed heeft korrelig-vezelige, donkerbruine tot zwarte schubjes op een witte ondergrond.
Lamellen
De witte lamellen staan vrij.
Steel
De steel is ongeveer 1,5 keer de hoeddiameter en 2 tot 5 mm dik. De steel is breekbaar. Beneden aan de steel is deze ietwat gezwollen (tot 8 mm). Op 3/4 hoogte bevat de steel een ring.
Sporenprint
De sporenprint is bleek crème.

## Verspreiding
De soort komt in Europa en Noord-Amerika voor van de zomer t/m herfst. In Nederland komt hij algemeen voor. Hij staat niet op de rode lijst.

## Eetbaarheid
Van de spikkelplooiparasol denkt men dat deze giftig is. De smaak en geur zijn onopvallend.

## Foto's

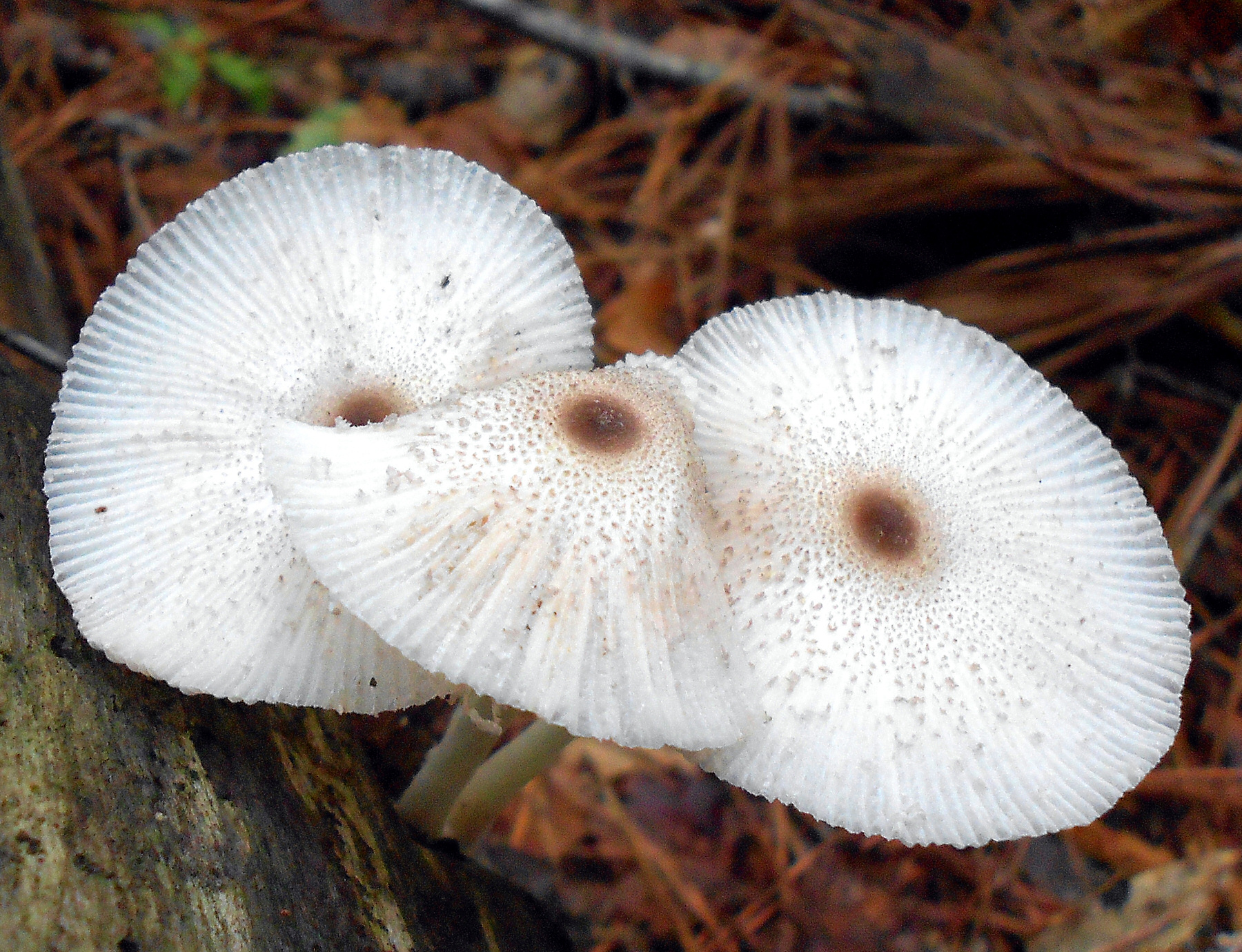
bovenaanzicht
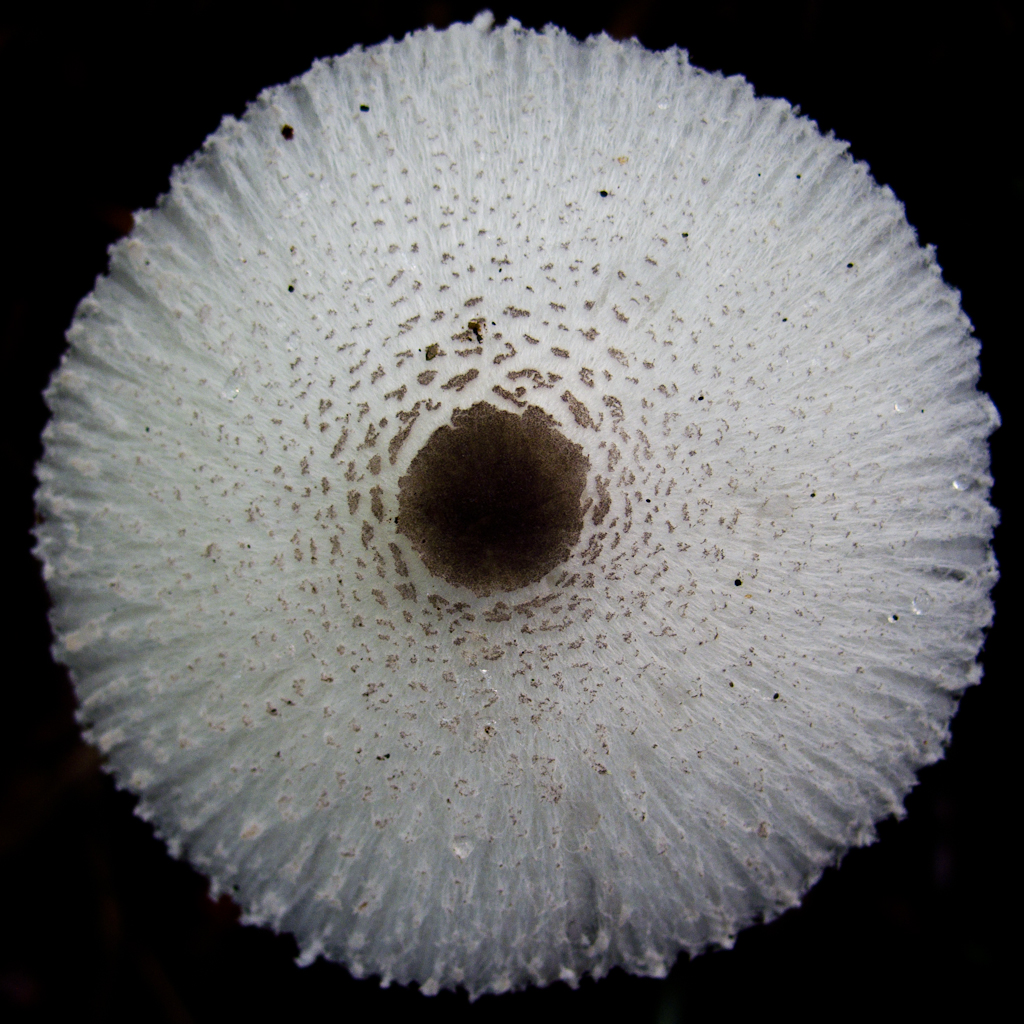
hoed
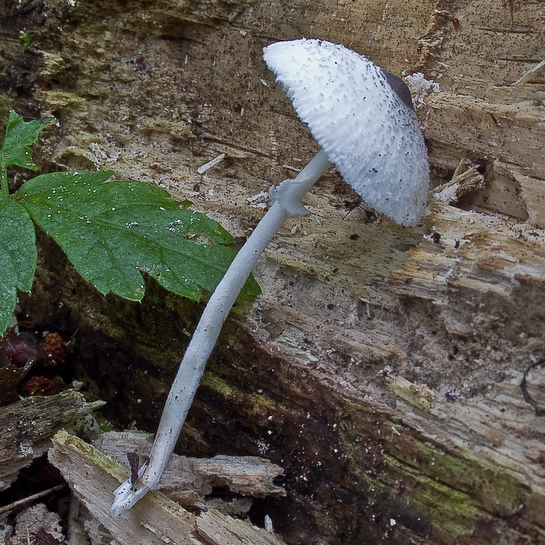
steel